# Hettinger (Dakota du Nord)
Pour les articles homonymes, voir Hettinger.
La ville de Hettinger (en anglais [ˈhɛtɪŋɡər]) est le siège du comté d’Adams, dans l’État du Dakota du Nord, aux États-Unis. Sa population, qui s’élevait à 1 226 habitants lors du recensement de 2010, est estimée à 1 155 habitants en 2019.

## Histoire
Hettinger a été fondée en 1907.

## Démographie
| Groupe            | Hettinger | Dakota du Nord | États-Unis |
| ----------------- | --------- | -------------- | ---------- |
| Blancs            | 97,3      | 90,0           | 72,4       |
| Métis             | 1,1       | 1,8            | 2,9        |
| Amérindiens       | 0,7       | 5,4            | 0,9        |
| Autres            | 0         | 2,8            | 23,8       |
| Total             | 100       | 100            | 100        |
|                   |           |                |            |
| Latino-Américains | 0,9       | 2,0            | 16,7       |

Selon l’American Community Survey, pour la période 2011-2015, 93,60 % de la population âgée de plus de 5 ans déclare parler l'anglais à la maison, 3,33 % déclare parler l'espagnol, 2,13 % le tagalog, 0,77 % l'allemand et 0,17 % le hongrois.
| 1910 | 1920 | 1930  | 1940  | 1950  | 1960  |
| ---- | ---- | ----- | ----- | ----- | ----- |
| 766  | 817  | 1 292 | 1 138 | 1 762 | 1 769 |

| 1970  | 1980  | 1990  | 2000  | 2010  | - |
| ----- | ----- | ----- | ----- | ----- | - |
| 1 655 | 1 739 | 1 574 | 1 307 | 1 226 | - |

## Galerie photographique

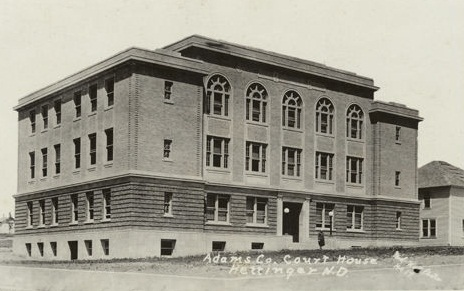
La cour de justice du comté c. 1930